# تشايونغ
سون تشاي يونغ (ها: 채영 :، مواليد 23 أبريل 1999 في سول، كوريا الجنوبية)، ومعروفة باسمها الأول تشايونغ ( 채영) هي مغنية ورابر وراقصة كورية جنوبية، ظهرت لأول مرة في 2015 كعضوة في فرقة الفتيات توايس تحت وكالة جاي واي بي إنترتينمنت.

## حياتها الشخصية
تشايونغ من سول، كوريا الجنوبية، وتتكون عائلتها من والديها وشقيقها الأصغر اسمه سون جيونج هون التحقت بمدرسة هانليم للفنون المتعددة لتعليمها الثانوي، وتخرجت مع زميلتها جويو في 11 فبراير 2019.

## مسيرتها الفنية
انضمت لتجارب أداء لـ JYPE في 6 يونيو 2012، وتدربت تشايونغ لمدة ثلاث سنوات تقريبًا قبل أن تصبح متسابقة في برنامج الإقصاء سكستين، في عام 2015 ظهرت لأول مرة كعضوة في فرقة الفتيات توايس تحت وكالة جاي واي بي إنترتينمنت.
خلال سنوات تدريبها، ظهرت تشايونغ في الفيديوهات الموسيقية لأغنية فرقة غوت سفن "Stop Stop It" وأغنية فرقة الفتيات ميس أي "Only You".

## روابط خارجية
- تشايونغ على موقع IMDb (الإنجليزية)
- تشايونغ على موقع ميوزك برينز (الإنجليزية)
- تشايونغ على موقع ديسكوغز (الإنجليزية)
- تشايونغ على موقع قاعدة بيانات الفيلم (الإنجليزية)